# An Socach (Glen Cannich)
An Socach är ett berg i Storbritannien.   Det ligger i kommunen Highland och riksdelen Skottland, i den nordvästra delen av landet, 700 km nordväst om huvudstaden London. Toppen på An Socach är 1 069 meter över havet, eller 398 meter över den omgivande terrängen. Bredden vid basen är 4,0 km.
Terrängen runt An Socach är huvudsakligen kuperad. Trakten runt An Socach är nära nog obefolkad, med mindre än två invånare per kvadratkilometer. Omgivningarna runt An Socach är i huvudsak ett öppet busklandskap.